# Ситуація рівноваги
Ситуа́ція рівнова́ги — ситуація в безкоаліційних іграх, індивідуальне відхилення від якої будь-кого з гравців не може призвести до збільшення його виграшу. Для антагоністичних ігор ситуації рівноваги виявляються сідловими точками.
Нехай {\displaystyle A_{i}} множина чистих стратегій гравця {\displaystyle P_{i}}, M — функція виграшів, А — декартовий добуток множин {\displaystyle A_{i}}; {\displaystyle x_{i}} -елемент множини A, де {\displaystyle x_{i}\in A_{i}} . Тоді елемент {\displaystyle (x_{1},x_{2},..,x_{n})} називається точкою рівноваги, якщо для кожного і та для будь-якого елемента y з множини {\displaystyle A_{i}} буде справедлива нерівність:
{\displaystyle M(x_{1},x_{2},..,x_{n})\geq M(x_{1},..x_{i-1},y,x_{i+1},..x_{n})}
Іншими словами, інтуїтивний зміст точки рівноваги полягає в наступному: точка рівноваги відповідає такому способу гри, коли всі гравці, крім одного, приймають його і гравцю, що залишився, теж краще прийняти цей спосіб.